# Indagine Villa Borea
Indagine Villa Borea è un documentario del 2012 di Cristiano Barbarossa che narra il caso di maltrattamenti ai danni di alcuni anziani in una casa di riposo di Sanremo.

## Descrizione
Il documentario ricostruisce l'indagine denominata Operazione Acheronte, conclusasi nel 2012 e condotta dalla Guardia di Finanza di Sanremo e dal suo Nucleo Mobile. Partita dalla denuncia di una badante, ha portato a numerosi arresti: dal personale paramedico, fino alla direttrice della casa di riposo.
Con questo reportage trasmesso su Rai3, nella trasmissione Sirene, Cristiano Barbarossa ha ricevuto il Premio speciale Auser nell'ambito del Premio Ilaria Alpi. Del programma Sirene, Barbarossa e Fulvio Benelli curano poi la nuova edizione del 2019, in onda sul Nove. Indagine Villa Borea è stato trasmesso tre volte da Rai3, ottenendo punte di circa tre milioni di telespettatori (Auditel). È stato inoltre trasmesso in Svizzera dal programma di approfondimento giornalistico Falò della RSI LA1  con uno share di circa il 30% di telespettatori.

## Riconoscimenti
- Premio speciale Auser (Premio Ilaria Alpi)